# Hoa hậu Trái Đất 2004
Hoa hậu Trái Đất 2004 là cuộc thi Hoa hậu Trái Đất lần thứ 4 được tổ chức vào ngày 24 tháng 10 năm 2004 tại Nhà hát Trường Đại học Philippines ở Quezon, thủ đô Manila của Philippines. Có 61 thí sinh tham dự cuộc thi năm nay. Người giành được vương miện là Priscilla Meirelles đến từ Brazil. Cô được trao vương miện bởi Dania Prince Mendez, Hoa hậu Trái Đất 2003 đến từ Honduras. Chiến thắng này đã khiến Brazil trở thành quốc gia đầu tiên chiến thắng Tứ đại Hoa hậu (Hoa hậu Thế giới, Hoa hậu Hoàn vũ, Hoa hậu Quốc tế, Hoa hậu Trái Đất).

## Kết quả cuộc thi

Trường Đại học Philippines, địa điểm chính thức diễn ra cuộc thi Hoa hậu Trái Đất 2004.

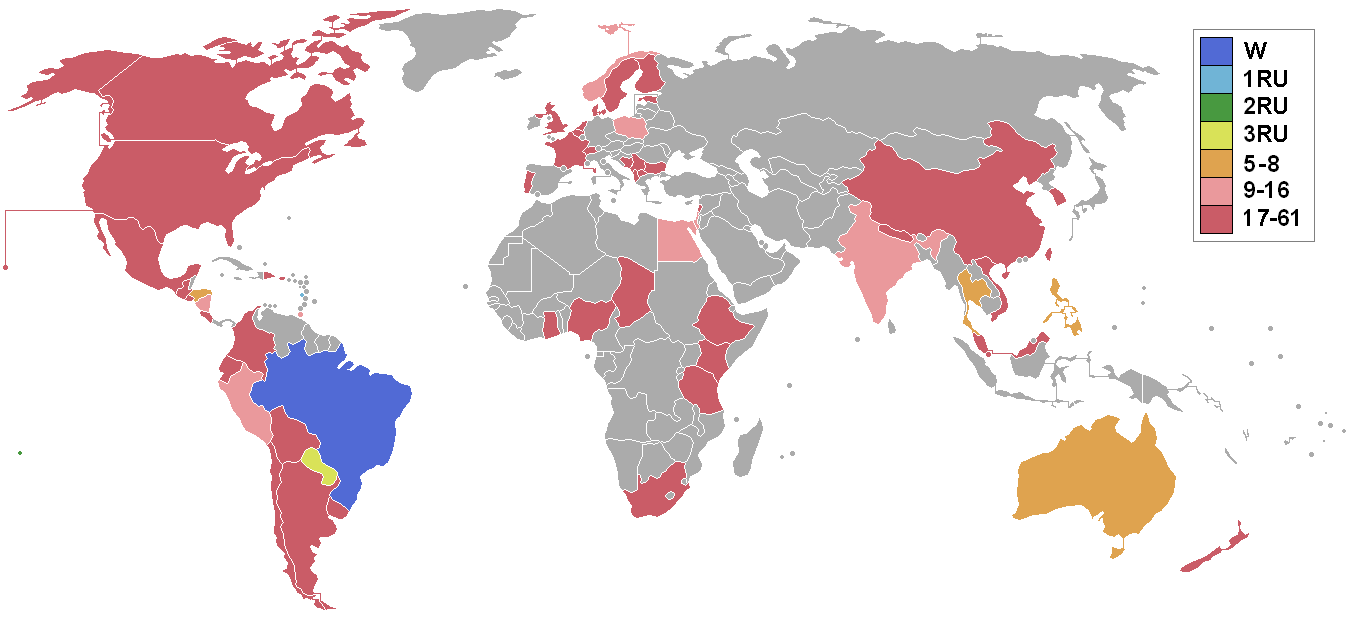
Các quốc gia và lãnh thổ tham gia Hoa hậu Trái Đất 2004 và kết quả

### Các danh hiệu cao nhất
| Kết quả                     | Thí sinh |
| --------------------------- | --- |
| Hoa hậu Trái Đất 2004       | - Brazil – Priscilla Meirelles |
| Hoa hậu Không khí (Á hậu 1) | - Martinique – Murielle Celimene |
| Hoa hậu Nước (Á hậu 2)      | - Tahiti – Kahaya Lusazh (Stephanie Lesage) |
| Hoa hậu Lửa (Á hậu 3)       | - Paraguay – Yanina González |
| Top 8                       | - Úc – Shenevelle Dickson - Honduras – Gabriela Zavala - Philippines – Tamera Marie Lagac Szijarto - Thái Lan – Radchadawan Khampeng                                                                                         |
| Top 16                      | - Ai Cập – Arwa Gouda - Ấn Độ – Jyoti Brahmin - Israel – Keren Somech - Nicaragua – Marifely Argüello - Na Uy – Brigitte Korsvik - Peru – Liesel Holler - Ba Lan – Karolina Gorazda - Trinidad và Tobago – Leah Mari Guevara |

### Giải thưởng phụ
| Giải thưởng                 | Thí sinh                                    |
| --------------------------- | ------------------------------------------- |
| Hoa hậu Thân thiện          | - Hoa Kỳ – Stephanie Brownell               |
| Hoa hậu Ảnh                 | - Brazil – Priscilla Meirelles              |
| Hoa hậu Tài năng            | - Canada – Tanya Beatriz Munizaga           |
| Mái tóc đẹp nhất            | - Martinique – Murielle Celimene            |
| Trang phục dân tộc đẹp nhất | - Honduras – Gabriela Zavala                |
| Nụ cười đẹp nhất            | - Brazil – Priscilla Meirelles              |
| Trang phục dạ hội đẹp nhất  | - Tahiti – Kahaya Lusazh (Stephanie Lesage) |
| Trình diễn áo tắm đẹp nhất  | - Paraguay – Yanina González                |
| Miss Avon                   | - Brazil – Priscilla Meirelles              |
| Miss Creamsilk              | - Philippines – Tamera Marie Lagac Szijarto |
| Miss Leonardo               | - Puerto Rico – Shanira Blanco              |
| Miss Pond's                 | - Úc – Shenevelle Dickson                   |
| Texter's Choice Award       | - Philippines – Tamera Marie Lagac Szijarto |

### Thứ tự công bố
| 1. Tahiti 2. Brazil 3. Thái Lan 4. Ba Lan 5. Peru 6. Trinidad và Tobago 7. Ấn Độ 8. Paraguay 9. Úc 10. Nicaragua 11. Israel 12. Martinique 13. Honduras 14. Ai Cập 15. Philippines 16. Na Uy | 1. Tahiti 2. Thái Lan 3. Martinique 4. Philippines 5. Brazil 6. Honduras 7. Paraguay 8. Úc | 1. Tahiti 2. Martinique 3. Brazil 4. Paraguay |

## Ban giám khảo
| Số thứ tự | Giám khảo           | Nghề nghiệp, chức vụ                                                                                                 |
| --------- | ------------------- | --- |
| 1         | Vida Samadzai       | Đại diện của Afghanistan tại Hoa hậu Trái Đất 2003, thí sinh giành giải Beauty for a Cause (Sắc đẹp vì một mục tiêu) |
| 2         | Noel Lorenzana      | Chủ tịch công ty Unilever Philippines                                                                                |
| 3         | Stefan Voogel       | Intercontinental Manila                                                                                              |
| 4         | Kit Ti Lian         | Avon Color |
| 5         | Lorraine Timbol     | Nhà báo Công ty Hệ thống và Dịch vụ Nghệ thuật Truyền thông                                                          |
| 6         | Regina Paz Lopez    | Thủ quỹ của quỹ ABS-CBN                                                                                              |
| 7         | Chin Chin Gutierrez | Nữ diễn viên, nhà môi trường học                                                                                     |
| 8         | Leo Valdez          | Ca sĩ, diễn viên |
| 9         | Deborah Landey      | Chương trình Phát triển Liên Hợp Quốc                                                                                |
| 10        | Freddie Garcia      | ABS-CBN |
| 11        | Cesar Purisima      | Thư ký Sở Công thương                                                                                                |

## Phần ứng xử hay nhất
Câu hỏi trong phần thi ứng xử của Hoa hậu Trái Đất 2004: "Vào một đêm yên tĩnh, bạn có thể nghe thấy âm thanh của thiên nhiên đang nói chuyện với bạn. Bạn nghĩ gì về thông điệp thiên nhiên gửi cho bạn? Và bạn muốn nói gì với nó? "
Câu trả lời của Hoa hậu Trái Đất 2004: "Những gì tôi có thể nghe được là thiên nhiên đang nói rằng tình yêu đã mất đi. Bởi vì mọi người không tôn trọng lẫn nhau, họ không tôn trọng thiên nhiên, họ không tôn trọng cuộc sống. Đó là lý do tại sao thiên nhiên đang phản ứng lại mọi thứ mà mọi người làm với nó. Những người đau khổ là chúng ta, nhân loại. Và tình yêu là điều sẽ giải quyết vấn đề của chúng ta". - Priscilla Meirelles, đại diện của Brazil.

## Dẫn chương trình
- Marc Nelson
- Sarah Meir

## Các thí sinh tham dự
Cuộc thi năm nay có 61 đại diện:
- Albania - Vilma Masha
- Argentina - Daniela Puig
- Úc - Shenevelle Dickson
- Bỉ - Ruchika Sharma
- Bolivia - Muriel Cruz
- Bosna và Hercegovina - Ana Suton
- Brazil - Priscilla Meirelles
- Bulgaria - Kristiana Dimitrova
- Canada - Tanya Beatriz Munizaga
- Chad - Myriam Commelin
- Chile - Erika Niklitschek Schmidt
- Trung Quốc - Xu Nicole Liu
- Colombia - Maria Fernanda Navia
- Costa Rica - Karlota Calderon Brenes
- Đan Mạch - Thea Frojkear
- Cộng hòa Dominican - Nileny Dippton Estevez
- Ecuador - Maria Luisa Barrios Landivar
- Ai Cập - Arwa Gouda
- El Salvador - Silvia Gabriela Mejia Cordova
- Estonia - Jana Gruft
- Ethiopia - Ferehiyewot Abebe Merkuriya
- Phần Lan - Iida Laatu
- Pháp - Audrey Nogues
- Ghana - Maame Afua Akyeampong
- Vương quốc Liên hiệp Anh và Bắc Ireland - Hannah McCuaig
- Guatemala - Mirza Odette Garcia
- Honduras - Gabriela Zavala
- Ấn Độ - Jyoti Brahmin
- Israel - Keren Somech
- Kenya - Susan Kaittany
- Hàn Quốc - Cho Hye-jin
- Liban - Lana Khattab
- Macedonia - Natalija Grubovik
- Malaysia - Eloise Law
- Martinique - Murielle Celimene
- Mexico - Valentina Cervera Avila
- Nepal - Anita Gurung
- Hà Lan - Saadia Himi
- New Zealand - Rachael Tucker
- Nicaragua - Marifely Argüello César
- Nigeria - Ufuoma Stacey Ejenobor
- Na Uy - Brigitte Korsvik
- Paraguay - Yanina González
- Peru - Liesel Holler Sotomayor
- Philippines - Tamera Marie Lagac Szijarto
- Ba Lan - Karolina Gorazda
- Bồ Đào Nha - Frederica Santos
- Puerto Rico - Shanira Blanco
- Serbia và Montenegro - Katarina Hadzipavlovic
- Singapore - Nicole Sze Chin Nee
- Nam Phi - Sally Leung
- Thụy Điển - Sara Jilena Lundemo
- Thụy Sĩ - Simone Röthlisberger
- Tahiti - Kahaya Lusazh (Stephanie Lesage)
- Đài Loan - Angel Wu
- Tanzania - Sophia Byanaku
- Thái Lan - Radchadawan Khampeng
- Trinidad và Tobago - Leah Mari Guevara
- Ukraine - Tatiana Rodina
- Uruguay - Katherine Gonzalves Pedrozo
- Hoa Kỳ - Stephanie Brownell
- Việt Nam - Bùi Thúy Hạnh

## Chú ý

### Tham gia lần đầu
- Bulgaria
- Chad
- Macedonia
- Martinique
- Bồ Đào Nha
- Trinidad và Tobago
- Uruguay

### Sự trở lại
- Tham dự lần cuối năm 2001:
  -  Hà Lan
  -  Đài Loan
- Tham dự lần cuối năm 2002:
  -  Albania
  -  Ai Cập
  -  El Salvador
  -  Vương quốc Liên hiệp Anh và Bắc Ireland
  -    Nepal
  -  Paraguay
  -  Tanzania

### Bỏ cuộc
- Afghanistan
- Antigua và Barbuda
- Síp
- Đức
- Gibraltar
- Hungary
- Kosovo
- Nhật Bản
- Slovenia

### Không tham gia
- Panama – Ingrid Ivana González Caballero
- Venezuela – Enid Solsiret Herrera Ramírez

### Tham dự nhiều cuộc thi khác
| Hoa hậu Hoàn vũ - 2004: Nicaragua - Marifely Argüello - 2004: Peru - Liesel Holler - 2004: El Salvador - Silvia Gabriela Mejia Cordova - 2004: Ethiopia - Ferehiyewot Abebe - 2004: Paraguay - Yanina González (Á hậu 3) Hoa hậu Thế giới - 1999: Uruguay - Katherine Gonzalves Pedrozo - 2003: Ba Lan - Karolina Gorazda - 2008: Honduras - Gabriela Zavala Hoa hậu Quốc tế - 2003: Bolivia - Muriel Cruz (Top 12) Hoa hậu Liên lục địa - 2000: Uruguay - Katherine Gonçalves Pedrozo (Trình diễn áo tắm đẹp nhất) - 2004: Mexico - Valentina Cervera Avila - 2005: Úc - Shenevelle Dickson - 2009: Ghana - Maame Afua Akyeampong Hoa hậu Hoàn cầu - 2003: Brazil - Priscilla Meirelles (Chiến thắng) Miss All Nations - 2011: Hà Lan - Saadia Himi (Bán kết) | Hoa hậu Sinh viên Thế giới - 2001: Argentina - Daniela Puig (Á hậu 1) Hoa hậu Châu Âu - 2005: Ba Lan - Karolina Gorazda (Bán kết) Miss Caraïbes Hibiscus - 2004: Peru - Liesel Holler (Chiến thắng) Miss Atlántico Internacional - 2002: Chile - Erika Niklitschek Schmidt (Á hậu 2) Reina Mundial del Banano - 2004: Honduras - Gabriela Zavala (Á hậu 4, Trang phục truyền thống đẹp nhất) Miss Expo World - 2004: Nicaragua - Marifely Argüello (Chiến thắng) Hoa hậu Liên lục địa Thế giới - Vương quốc Liên hiệp Anh và Bắc Ireland - Hannah McCuaig (Chiến thắng) Reina Bolivariana - Ecuador - Maria Luisa Barios (Chiến thắng) Reina Mundial Del Mar - 2003: Mexico - Valentina Cervera Avila (Chiến thắng) Best Model of the World - 2004: Ai Cập - Arwa Gouda (Chiến thắng) |